# Bulle d'or (1356)
Pour les articles homonymes, voir Bulle d'or (homonymie).

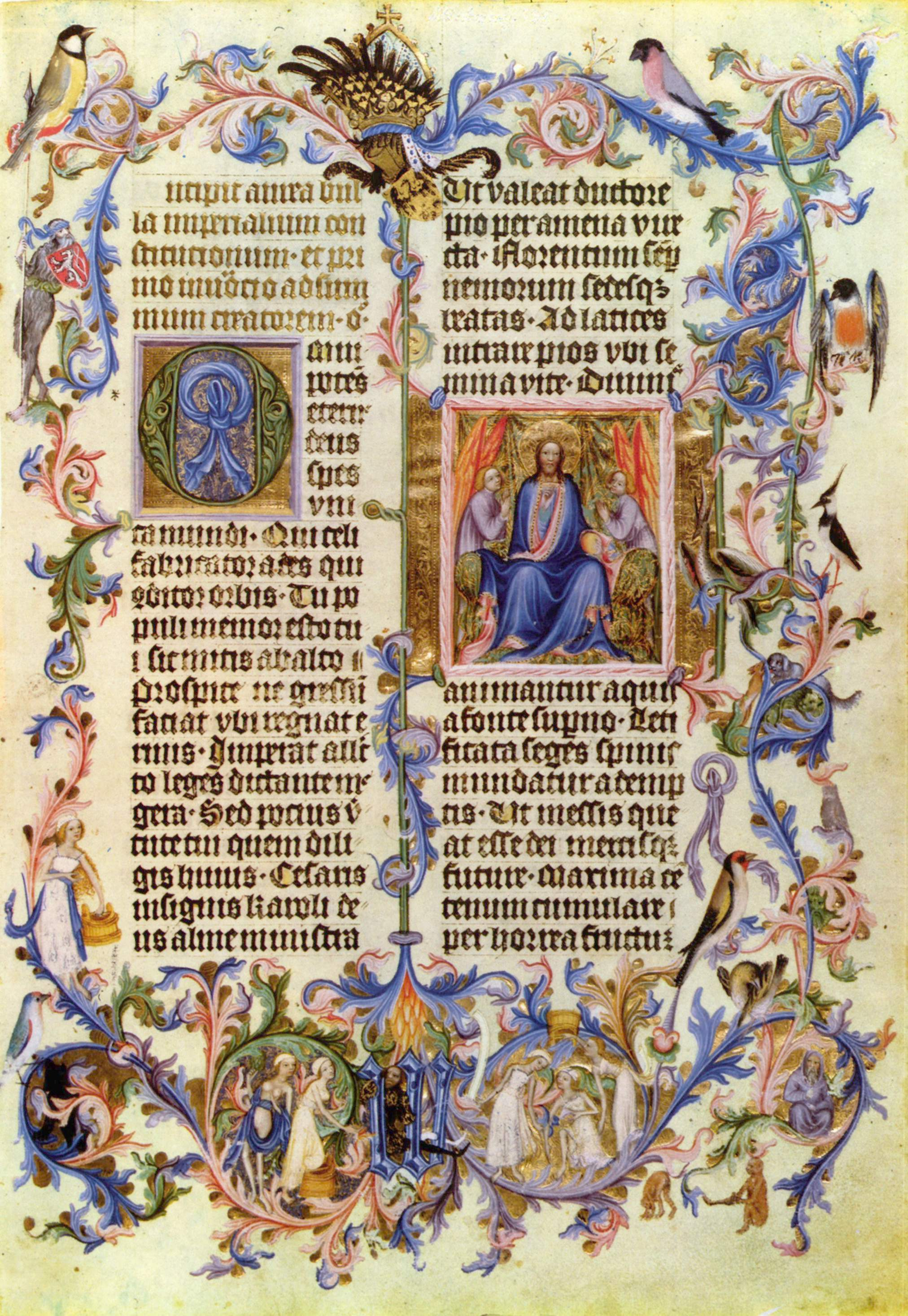
Première page de la Bulle d'or du roi de Bohême, ÖNB, Cod. 338.

La Bulle d’or, parfois appelée bulle d’or de Nuremberg ou bulle d’or de Metz, est un code juridique essentiel du Saint-Empire romain, promulgué par l’empereur Charles IV le 10 janvier 1356 à la diète de Nuremberg et le 25 décembre 1356 à la diète de Metz. En tant que « loi fondamentale », elle donne à l’institution de l'Empire sa forme définitive, jusqu’à sa dissolution en 1806, attribuant le choix du roi des Romains aux sept princes-électeurs. Elle tire son nom de la forme du document original, scellé par une bulle en or métallique.
La ville de Francfort-sur-le-Main conserve un exemplaire original de cette fameuse bulle d'or. Il en existe une copie aux archives de la ville de Metz. Une copie originale enluminée fut remise au royaume de Bohême, aujourd'hui conservée à la Bibliothèque nationale autrichienne. Les copies originales encore conservées ont été promues au registre international Mémoire du monde en 2013.

## Contenu

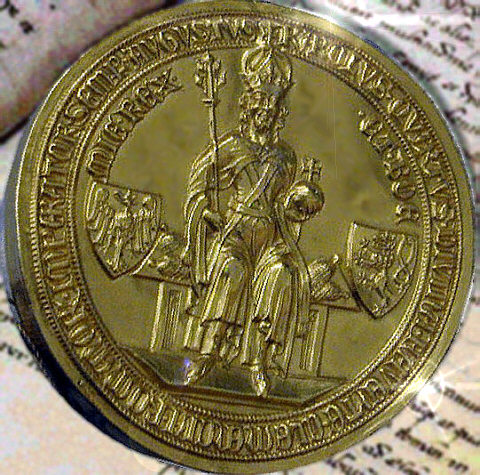
Sceau de la Bulle d'or avec Charles IV.

La Bulle d'or est composée de trente et un chapitres qui fixent de façon minutieuse les règles de transmission de la dignité impériale. Dans la plupart des cas, aucun droit nouveau n'est créé, mais des procédures formées au fil des siècles sont codifiées. 
Selon les normes électorales fixées, le roi doit être élu à la majorité des voix du collège électoral de sept membres comprenant trois ecclésiastiques et quatre laïcs. Au plus tard dans les trente jours suivant l'annonce du décès du dernier roi des Romains, l'archevêque de Mayence, en sa qualité d'archichancelier pour la Germanie, convoque les six autres princes-électeurs pour le choix du nouveau roi à la collégiale Saint-Barthélemy de Francfort. L'élection et les délibérations sur les capitulations suivent l'ordre de préséance. Les votes sont enregistrés dans l'ordre prévu au chapitre IV paragraphe 4 :
1. L'archevêque de Trèves en tant qu'archichancelier pour la Bourgogne.
2. L'archevêque de Cologne en tant qu'archichancelier pour l'Italie. Jusqu'à la fin du Moyen Âge, le nouveau roi fut sacré par l'archevêque à la cathédrale d'Aix-la-Chapelle.
3. Le roi de Bohême en tant que prince laïque couronné et échanson d'Empire.
4. Le comte palatin du Rhin en tant qu'écuyer de cuisine et régent impérial des pays franconiens.
5. Le duc de Saxe en tant que maréchal d'Empire et régent impérial des pays saxons.
6. Le margrave de Brandebourg en tant que chambellan d'Empire.
7. L'archevêque de Mayence, au rang le plus élevé en tant qu'archichancelier pour la Germanie, vote en dernier. En cas d'égalité des suffrages, il a voix prépondérante.

Le roi était alors réputé in imperatorem promovendus (« devant être promu empereur »), mais la bulle restait muette quant à la confirmation par le pape. Mais les conditions d'élection étaient si bien précisées qu'elles ne pouvaient plus être contestées. Le pape n'avait donc plus d'arbitrages à rendre. La Bulle d'or de 1356 reconnut aux archevêques de Mayence la primauté pour l'élection du roi et la présidence du collège électoral.
La Bulle d'or définit aussi les prérogatives impériales. L'empereur était le suzerain de tous les fiefs impériaux. Il détenait le pouvoir judiciaire suprême. Les électeurs avaient rang de souverains, et la prééminence sur tous les autres princes de l'Empire. Leurs terres n'étaient plus démembrables et devaient être transmises du père au fils aîné. Ils obtenaient le droit de justice souveraine.
Charles IV mit en valeur l’importance de la connaissance des langues étrangères pour les affaires quotidiennes et politiques de l’Empire, ce dont témoigne le chapitre XXXI de la Bulle d’Or, qui recommande aux princes-électeurs d’éduquer leurs enfants, pour des raisons pratiques, dans les langues suivantes : « en dehors de l’allemand, qu’ils connaissent naturellement, aussi le latin, l’italien et le slave » ce qui veut dire dans ce contexte le tchèque. Ces langues étaient en effet les moyens principaux de communication dans l’Empire.

## Origine
Au milieu du XIVe siècle, après la longue période de conflits incertains d'une part entre Louis de Bavière et la Papauté — les deux glaives —, d'autre part entre les Wittelsbach et les Habsbourg, puis les Luxembourg, l'Empire perdait de plus en plus de sa force politique. Dès 1343, le pape Clément VI osa inviter les électeurs à se réunir pour remplacer Louis de Bavière, ce qui ne fut fait que le 11 juillet 1346 et aboutit au choix du marquis de Moravie, Charles de Luxembourg, petit-fils de l'empereur Henri VII. Il décida de réformer l'Empire et de fixer définitivement les modalités de l'élection du roi. Le droit de vote était limité à sept princes-électeurs qui l'avaient en fait accaparé depuis le milieu du XIIIe siècle. Le candidat ainsi élu par les princes allemands avait le titre de « roi des Romains ».
Charles IV fut couronné roi du vivant de son adversaire et engagea des démarches pour obtenir la couronne impériale. Il y parvint grâce à ses bonnes relations avec Innocent VI, qu'il avait connu à Paris. Il reçut la couronne le 5 avril 1355, jour de Pâques, à Rome au Latran par le cardinal d'Ostie. L'année suivante, il prenait la décision fondamentale d'organiser institutionnellement l'élection royale et le destin de l'Empire. L'empereur convoqua l'assemblée solennelle qui s'ouvrit à Nuremberg le 25 novembre 1355. Mettre de l'ordre dans les institutions et corriger les plus graves de leurs défauts, tel était le vaste programme que Charles fixa d'entrée de jeu aux participants, un programme dont une partie seulement put être réalisée ; encore les quelques semaines que dura cette diète ne suffirent-elles pas pour mettre au point tout ce qui avait été décidé ; les travaux reprirent à Metz, où le jour de Noël 1355 l'ensemble des actes fut publié, et la Bulle d'or promulguée le 10 janvier 1356 : les sept princes-électeurs sont pérennisés, le royaume allemand devient le cœur et la force dirigeante de l'Empire, Aix-la-Chapelle le lieu exclusif du couronnement ; la coupure avec Rome est consommée. Dorénavant royaume et Empire sont confondus, les électeurs du roi sont officiellement devenus des électeurs de l'empereur, le Saint-Empire romain désigne dorénavant le royaume allemand. La Bulle d'or avait incontestablement clarifié les choses. L'Empire, qui depuis très longtemps évoluait en ce sens, était désormais un assemblage de principautés dotées à tout le moins d'une très large autonomie et dans sept cas d'une quasi-souveraineté ; l'empereur était en quelque sorte le président d'un organisme que les constitutionnalistes actuels appelleraient une confédération ou une fédération.

## Enjeux constitutionnels

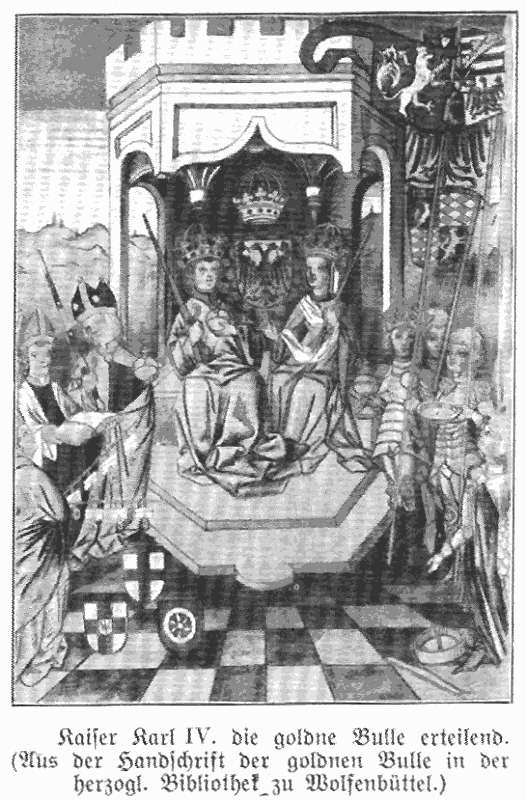
Anne de Świdnica en gravures, Charles IV, empereur romain germanique en art, Bulle d'or de 1356, Reichstag (Saint Empire romain germanique)

Il ne s'agissait rien de moins que d'un code impérial (Kaiserliches Rechtsbuch), appelé communément à partir du XVe siècle Bulle d'or. Sur les trente et une clauses que contenait ce document capital, quatre seulement ne concernaient pas l'élection du roi des Romains : une définition de la Fehde (Faide), l'interdiction de créer des ligues urbaines et d'accorder le droit de bourgeoisie à des personnes n'habitant pas en ville, enfin la condamnation des péages illégaux. Tout le reste réglait minutieusement la désignation du souverain et le statut des princes constituant le corps électoral.
Le premier problème qu'il importait de résoudre était celui du droit de vote. Personne ne le contestait aux archevêques de Trèves, de Cologne et de Mayence ; on ne songeait pas non plus à le refuser au roi de Bohême, mais la maison de Saxe avait deux branches ; on retint celle des Wittenberg (représentée par Rodolphe II) ; les Wittelsbach étaient comtes palatins du Rhin et ducs de Bavière ; les premiers seuls bénéficièrent de l'électorat ; enfin, l'aîné des deux frères qui détenaient la marche de Brandebourg fut choisi comme électeur. Afin d'éviter à l'avenir confusions et disputes, les électorats furent déclarés indivisibles ; ils seraient transmis par primogéniture en ligne directe ; en cas de minorité, l'oncle le plus âgé du prince voterait à sa place jusqu'à ce qu'il eût dix-huit ans. Si le lignage s'éteignait, l'empereur serait libre d'en désigner un autre à sa guise, sauf en Bohême, car le droit d'élire un nouveau monarque dans ce pays appartenait à ses États. Trouver des prétextes légaux à la désignation d'un antiroi n'était plus possible.
D'autre part, la dramatique histoire des relations entre la Papauté et l'Empire était close. Le monarque qui avait été traité non sans raison de « créature des prêtres » avait choisi de régler le problème en ne le posant pas ; la Bulle passait sous silence l'approbation et la confirmation revendiquées par le souverain pontife, pas plus qu'elle n'évoquait le vicariat auquel le Saint-Siège prétendait pendant la vacance de l'Empire. Le successeur de Louis de Bavière avait donc pris les mesures nécessaires pour que jamais plus l'interdit ne fût jeté sur ses États et qu'une fois pour toutes la querelle des « deux moitiés de Dieu » prît fin. Le rôle des électeurs n'était pas seulement confirmé, il était également élargi ; la Bulle d'or en faisait les associés du roi qui, une fois au moins par an, délibérait avec lui des affaires du royaume. De plus, ces « colonnes de l'Empire » occupaient naturellement dans l'édifice politique une place privilégiée : les attaquer, c'était s'exposer aux peines prévues pour les crimes de lèse-majesté ; les électorats étaient dotés de prérogatives si larges qu'ils ressemblaient de près à des États souverains. Mais il était inévitable que les princes dont le statut n'avait pas été relevé par la Bulle d'or fussent tentés d'acquérir eux aussi les privilèges accordés aux membres du corps électoral.
En pratique, l'octroi de la dignité impériale par les sept princes-électeurs règle la querelle du sacerdoce et de l'Empire qui tenait à la concurrence en termes de souveraineté entre l'autorité pontificale et le pouvoir impérial. En effet, vu du côté de l'Empire, ce n'est plus le couronnement par le pape qui fait le roi, mais l'élection, et il n'est plus possible au pape de couronner un autre candidat, d'arbitrer entre deux (ou plus) candidats qui obtiendraient le même nombre de voix, ou de conditionner le couronnement à une concession quelconque. Tandis que vu du côté de la papauté (et des autres royaumes chrétiens), la puissance royale se sécularise et se replie sur les territoires germaniques (qui seuls fournissent les électeurs), renonçant ainsi à l'universalisme et à la primauté. Cela explique qu'Innocent VI n'émet pas d'objections, d'autant qu'il avait besoin du soutien de Charles IV dans ses démêlés avec les Visconti et en vue de son projet de restaurer le contrôle des papes sur les États pontificaux sans lequel ils sont obligés à l'époque de résider à Avignon.